# Gus March-Phillipps

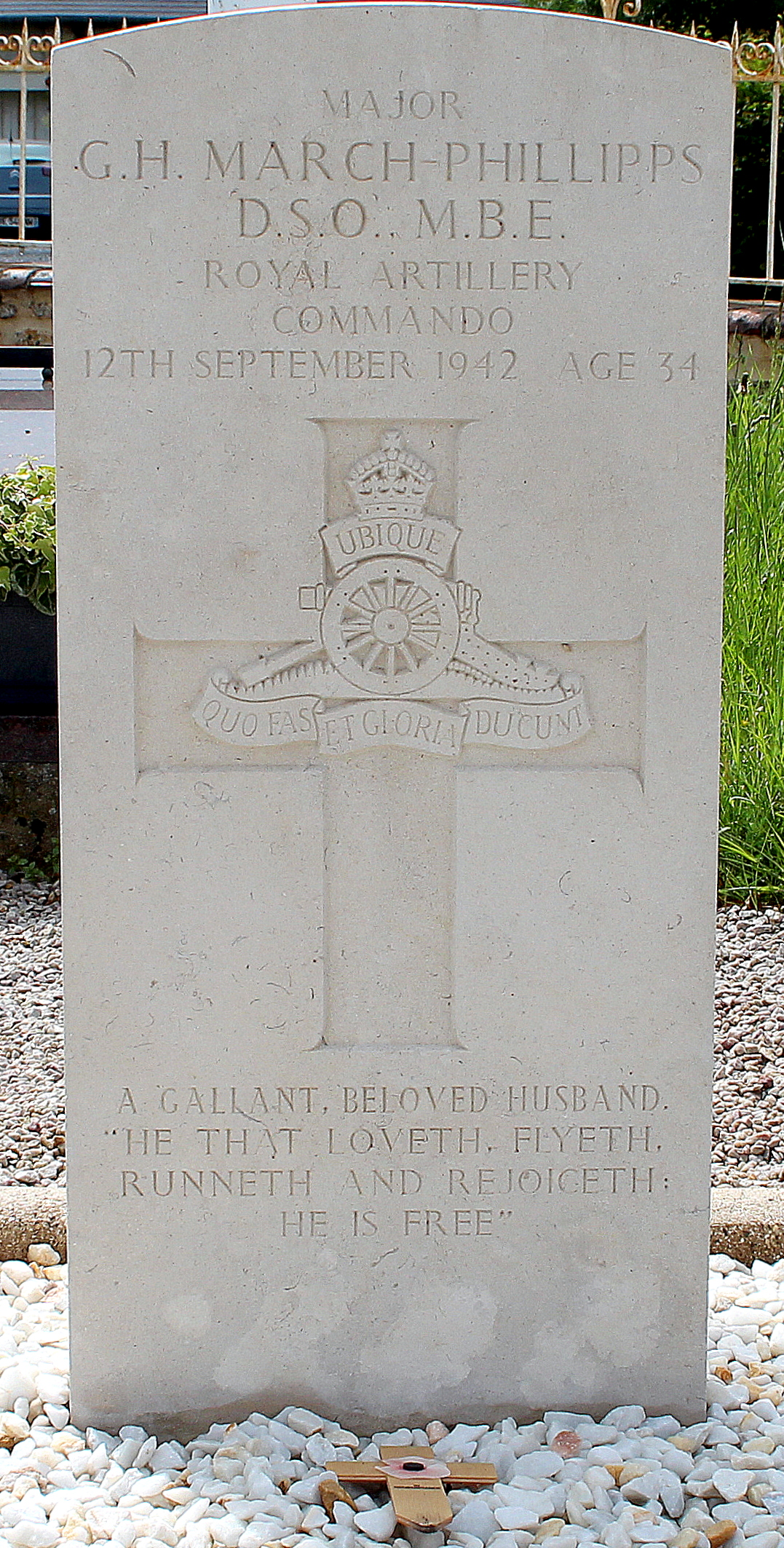
Grób Gusa March-Phillippsa w Saint-Laurent-sur-Mer

Gustavus Henry March-Phillipps; czasami spotykana jest pisownia March-Phillips (ur. 1908 w Anglii, zm. 12 września 1942 w Sainte-Honorine-des-Pertes) – brytyjski wojskowy, twórca No. 62 Commando, znanego również jako Small Scale Raiding Force (SSRF), jednego z prekursorów Special Air Service (SAS). Przeszedł do historii również jako jedna z głównych inspiracji Iana Fleminga dla stworzenia postaci Jamesa Bonda.

## Kariera wojskowa
Był uczestnikiem wielu operacji specjalnych w czasie II wojny światowej, wykazując się niezwykłą skutecznością w swoich działaniach.
W styczniu 1942 roku kierował operacją Postmaster, w czasie której SSRF przejęła dwa włoskie statki handlowe w porcie Santa Isabel w Gwinei Hiszpańskiej i odholowało je do Lagos. Za pomyślne przeprowadzenie rajdu otrzymał Order Wybitnej Służby.
Zginął podczas operacji Aquatint na okupowanym przez Niemców wybrzeżu Francji we wrześniu 1942 roku. Z zamiarem nękania wroga i podniesienia morale aliantów, March-Phillipps poprowadził 11-osobowy zespół szturmowy na plażę w łodziach Goatley. Lądowanie nastąpiło w niewłaściwym miejscu i komandosi znaleźli się pod ostrzałem niemieckiego patrolu. Czterech żołnierzy zostało rannych i wziętych do niewoli, czterech innych uciekło, ale później zostali schwytani, a reszta zespołu zginęła, w tym March-Phillipps, który został postrzelony, gdy próbował dopłynąć do brzegu wpław po uszkodzeniu jego łodzi.

## Życie osobiste
18 kwietnia 1942 roku poślubił aktorkę i agentkę SOE Marjorie Stewart (później Lady Marling), z którą współpracował przy operacjach specjalnych.

## W kulturze popularnej
Postać Gusa Marcha-Phillippsa, odgrywana przez Henry’ego Cavilla, pojawiła się w filmie Ministerstwo Niebezpiecznych Drani w reżyserii Guya Ritchiego z 2024 roku, który przedstawia mocno sfabularyzowaną wersję operacji Postmaster.